# Адамчук Олена Федорівна
Олена Федорівна Адамчук (біл. Алена Фёдараўна Адамчук; нар. 26 березня 1970) — білоруська футболістка, майстер спорту Білорусі.

## Життєпис
Випускниця середньої школи № 3 м. Пружани, закінчила Брестський педагогічний інститут з червоним дипломом. В інституті тренер Георгій Дарбуашвілі запросив першокурсницю до жіночої футбольної команди «Вікторія», яка тільки створювалася.
Грала за «Бобруйчанку», гродненську команду «Німан», могильовську «Надію», близько десяти років перебувала у складі збірної Білорусі. Багаторазовий чемпіон республіки та володар Кубку Білорусі з футболу.
На початку 2000-х років за сімейними обставинами завершила кар'єру професійної футболістки та стала тренером пружанської ДЮСШ №1 (тренер вищої категорії).
У 2021 році стала головним тренером «Пружан».